# So-Called Chaos
So-Called Chaos ist das am 17. Mai 2004 veröffentlichte sechste Studioalbum der US-amerikanisch-kanadischen Sängerin Alanis Morissette. In dem Album, dessen Songs allesamt von ihr selbst geschrieben wurden, verarbeitet sie die Romanze mit dem kanadischen Schauspieler Ryan Reynolds, mit dem sie sich später verlobte. Aufgenommen wurde das Album im Jahr 2003 in verschiedenen Studios in den kalifornischen Städten Los Angeles und Santa Monica.

## Charts und Chartplatzierungen
Das Album debütierte auf Nummer zwei der kanadischen Alben-Charts mit 11.200 Verkäufen, sowie auf Platz fünf der US-Billboard Top 200 mit 115.000 verkauften Exemplaren in der ersten Woche nach Veröffentlichung. Weltweit wurden 887.000 Alben in der ersten Woche verkauft. Bis zum September 2008 wurden 470.000 Alben in den Vereinigten Staaten verkauft. Die zweite außerhalb der Vereinigten Staaten veröffentlichte Single war nach dem Out Is Through, die in Großbritannien jedoch nur mäßigen Erfolg hatte. Die zweite US-Single wurde Eight Easy Steps, die trotz aufwändigem Musikvideo sich aber nicht in den Top 100 Charts platzieren konnte. Excuses wurde als Radio-Single in Brasilien veröffentlicht.

## Titelliste
Die deutsche Auflage des Albums enthält nur zehn Titel, während andere Auflagen mit Bonustracks beziehungsweise Multimediadateien ergänzt sind.
1. Eight Easy Steps – 2:52
2. Out Is Through – 3:52
3. Excuses – 3:32
4. Doth I Protest Too Much – 4:03
5. Knees of My Bees – 3:41
6. So-Called Chaos – 5:03
7. Not All Me – 3:58
8. This Grudge – 5:07
9. Spineless – 4:15
10. Everything – 4:36

## Rezeption
Alexander Cordas sieht auf laut.de eine „positivere Grundtendenz“ als in den vergangenen Alben und meint „Der Umschwung im Denken resultiert in einer gedämpfteren Emotionalität, was jedoch nicht heißen soll, dass sie sich mit Oberflächlichkeiten begnügt.“ Morissette könne „Konflikten jetzt auch positive Seiten abgewinnen, wo sie vorher nur frustriert und verärgert war.“ Positiv wertet er ihre Unkonventionalität und dass die „Klischee-Ballade erst einmal nicht in Sicht sei“. Alanis gehe „beim Großteil der Tracks den seichten Tönen aus dem Weg“ und hat „sich von Fesseln der Vergangenheit frei gemacht“. Die einst „wütende junge Dame aus "Jagged Little Pill"-Zeiten ist einer selbstbewussten Frau gewichen, die ihren Frieden gefunden zu haben scheint“.
Stephen Thomas Erlewine meint im All Music Guide, „[…] she's certainly never recorded an album where she seems so in love and at peace as she has with her fourth album, So-Called Chaos.“ (…sie hat sicher niemals ein Album aufgenommen, in dem sie so verliebt erscheint, wie ihr viertes Album, So - called Chaos.)„[…] but as an overall record, it's her most satisfying since her blockbuster breakthrough.“ (alles in allem ist es ihr bestes Album seit ihrem Durchbruch)
Im Kulturmagazin Kulturnews heißt es „[…] mit ihrem vierten Album kann sie wieder locker in der ersten Garde mitrocken. […] es ist wilder und weniger gedankenschwer als die letzten beiden Platten.“ Das Q Magazine urteilte: „The most solid collection of AOR (Adult Oriented Rock) you're likely to encounter this year.“ (Die solideste Sammlung von AOR, die ihnen dieses Jahr begegnen wird.) und bewertete es mit „3 von 5 Sternen“.

## Auszeichnungen für Musikverkäufe
| Land/Region                  | Auszeichnungen für Musikverkäufe (Land/Region, Auszeichnung, Verkäufe) | Verkäufe |
| ---------------------------- | ---------------------------------------------------------------------- | -------- |
| Brasilien (PMB)              | Gold                                                                   | 50.000   |
| Deutschland (BVMI)           | Gold                                                                   | 100.000  |
| Österreich (IFPI)            | Gold                                                                   | 10.000   |
| Schweiz (IFPI)               | Platin                                                                 | 20.000   |
| Vereinigtes Königreich (BPI) | Silber                                                                 | 60.000   |
| Insgesamt                    | 1× Silber · 3× Gold · 1× Platin ·                                      | 240.000  |

Hauptartikel: Alanis Morissette/Auszeichnungen für Musikverkäufe